# 自由亚洲电台 (自由亚洲委员会)
自由亚洲电台是一家新闻机构，由美国中央情报局通过自由亚洲委员会于1951年至1955年间运营，旨在传播反共宣传。:120
由自由亚洲委员会运营的自由亚洲电台于1951年首次从菲律宾马尼拉的美國無線電公司设施播出。广播以三种中国方言和英语进行。在东京设有办事处，除了菲律宾外，还在孟加拉国达卡和巴基斯坦卡拉奇进行广播。尽管该新闻机构打算向中国大陆以及海外华人及其他地区传播反共宣传，但在这一过程中遇到了困难。在中国大陆，个人收音机拥有率很低，而在亚洲其他地区，收音机接收效果很差。
1953年，自由亚洲委员会决定终止该项目。最终，该项目于1955年停播。不过，直到1966年，自由亚洲电台仍在首尔的新设施中继续进行宣传广播。
后来在克林顿总统时期，自由欧洲电台和自由亚洲电台改制成现存的版本。